# 한스 브라운

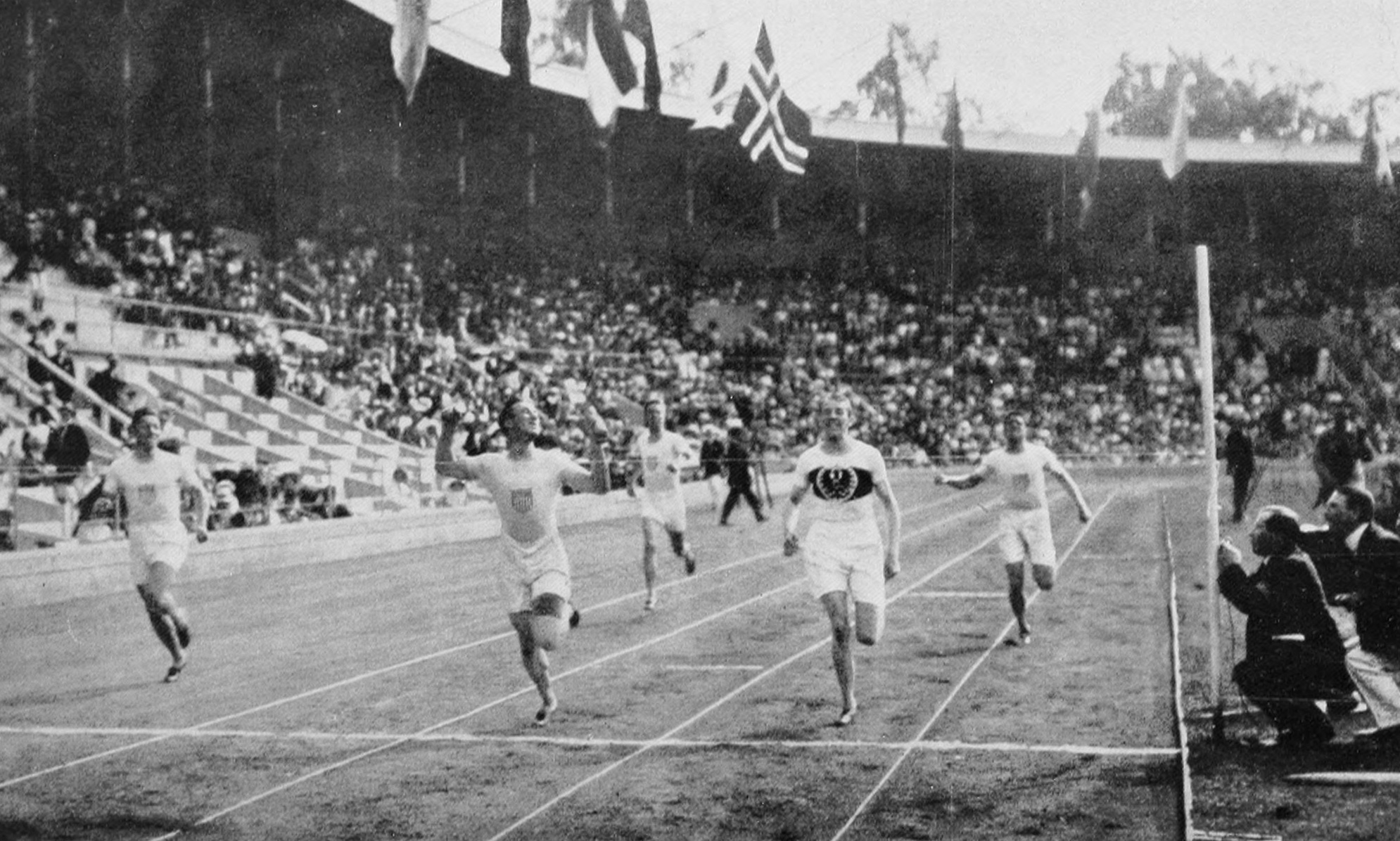

한스 브라운(독일어: Hanns Braun, 1886년 10월 26일 ~ 1918년 10월 9일)은 독일의 육상 선수였다.
현재 바이에른주 슈팔트에서 태어나 제1차 세계 대전 중 공군 조종사로서 프랑스 생캉탱 근처에서 사망하였다.
1908년 런던 올림픽에서 1분 55.2초와 800m 동메달을 획득하였는 데, 그 시간은 이전 기록보다 0.8초 더 빠르고 경주의 우승자 멜 셰퍼드보다 3초나 더 느렸다. 그의 준결승전 시감은 1분 58.0초였다.
브라운은 또한 은메달을 딴 독일 혼합 릴레이 팀의 일원이었다. 그는 아르투르 호프만, 한스 아이케와 오토 트릴로프에 이어 1600m 경주의 마지막 800m를 달렸다. 독일 팀은 첫 라운드에서 쉽게 네덜란드 팀을 꺾어 3분 43.2초로 완료하였다. 결승전은 더욱 어려운 경주였으며, 독일 팀은 미국팀을 잡는 기회를 가지지 못하였다. 첫 3명의 선수들은 자신들이 3위에 놓인 것을 찾아내지만, 브라운은 헝가리 선수의 5 야드 뒤를 달리기 시작하였다. 그는 보도르 외된을 따라잡아 통과하였지만, 3분 32.4초의 10분의 1로 독일 팀은 2위를 하였다.
브라운은 또한 1500m에도 나갔다. 그는 준결승전에서 4분 18.2초와 3위를 하고 결승전에 진출하지 않았다.